# Volker Beckmann
Volker Beckmann (* 1964) ist ein deutscher Ökonom und Hochschullehrer.

## Leben
Beckmann studierte von 1986 bis 1992 Agrarwissenschaften an der Universität Göttingen mit der Fachrichtung Wirtschafts- und Sozialwissenschaften des Landbaus. Anschließend war er von 1992 bis 1994 wissenschaftlicher Mitarbeiter am Lehrstuhl für Agrarpolitik bei Günther Schmitt am Institut für Agrarökonomie der Georg-August-Universität Göttingen. Seine Promotion zum Dr. sc. agr. erfolgte 1999 am Fachbereich Agrarwissenschaften mit der Dissertation Transaktionskosten und institutionelle Wahl in der Landwirtschaft: zwischen Markt, Hierarchie und Kooperation. Danach war er von 2001 bis 2007 wissenschaftlicher Assistent am Fachgebiet Ressourcenökonomie bei Konrad Hagedorn, Institut für Wirtschafts- und Sozialwissenschaften des Landbaus der Humboldt-Universität zu Berlin. Von 2002 bis 2008 arbeitete er an seiner Habilitationsleistung Essays in Institutional Analysis. Application to Economic Transition, Technology Adoption and Environmental Governance in Agriculture. Die Habilitation erfolgte 2009 an der Landwirtschaftlich-Gärtnerischen Fakultät der Humboldt-Universität zu Berlin.
Beckmann wirkte im Fachgebiet „Agrarökonomie“ von 2009 bis 2010 als Gastprofessor für Volkswirtschaftslehre, insbesondere Umweltökonomie an der BTU Cottbus. Seit 2013 lehrt er als Professor für Allgemeine Volkswirtschaftslehre und Landschaftsökonomie an der Rechts- und Staatswissenschaftlichen Fakultät der Universität Greifswald. Derzeit forscht er unter anderem auf dem Feld der nachhaltigen Ökonomie.
Beckmann ist seit 2001 zusammen mit Konrad Hagedorn Herausgeber der Schriftenreihe Institutional Change in Agriculture and Natural Resources – Institutioneller Wandel der Landwirtschaft und Ressourcennutzung sowie der Diskussionspapierreihe Institutional Change in Agriculture and Natural Resources (ICAR). Bei letzterer ist er seit 2003 Managing Editor.

## Schriften (Auswahl)
- Transaktionskosten und institutionelle Wahl in der Landwirtschaft. Zwischen Markt, Hierarchie und Kooperation. Berlin 2000, ISBN 3-89404-645-7.
- mit Konrad Hagedorn (Hg.): Understanding agricultural transition. Institutional change and economic performance in a comparative perspective. Aachen 2007, ISBN 978-3-8322-4795-9.
- mit Martina Padmanabhan (Hg.): Institutions and sustainability. Political economy of agriculture and the environment. Essays in honour of Konrad Hagedorn. Dordrecht 2009, ISBN 978-1-4020-9689-1.
- mit Nguyen Huu Dung, Xiaoping Shi, Max Spoor und Justus Wesseler (Hg.): Economic transition and natural resource management in East and Southeast Asia. Presented at the Asia-Link RECREATE Seminar at the University of Economics, Ho Chi Minh City, Vietnam, in June 2007 and the International Asia-Link RECREATE Conference at Nanjing Agriculture University, China, in October 2008. Aachen 2010, ISBN 3-8322-8107-X.